# Grube Drei Brüder
Die Grube Drei Brüder war eines der ersten Erzbergwerke der zweiten Bergbauperiode im Oberharz. Benannt nach den drei Brüdern Ernst, Wolfgang und Philipp von Grubenhagen lag die Grube westlich von Clausthal (heute ein Stadtteil von Clausthal-Zellerfeld) und baute auf dem Rosenhöfer Gangzug.

## Geschichte
Seit etwa 1560 wurde die Grube betrieben, aber erst 1588 wurde das erste Silber ausgebracht. Da die ersten etwa 30 Meter des Ganges schon vom Alten Mann verhauen worden waren, war die wirtschaftliche Bedeutung der Grube gering. In den folgenden Jahrzehnten wechselten sich Phasen geringer Erzförderung mit Phasen von Zubuße ab.
Im Jahre 1691 waren die Erzvorräte erschöpft. Ab 1693 erprobte Gottfried Wilhelm Leibniz hier den "vollkommenen Gewichtsausgleich" einer Förderkette und entwickelte die noch heute im Bergbau verwendete Spiraltrommel.
Ab 1722 diente die Grube als Hilfsbau für andere Gruben.

## Spuren und Überreste

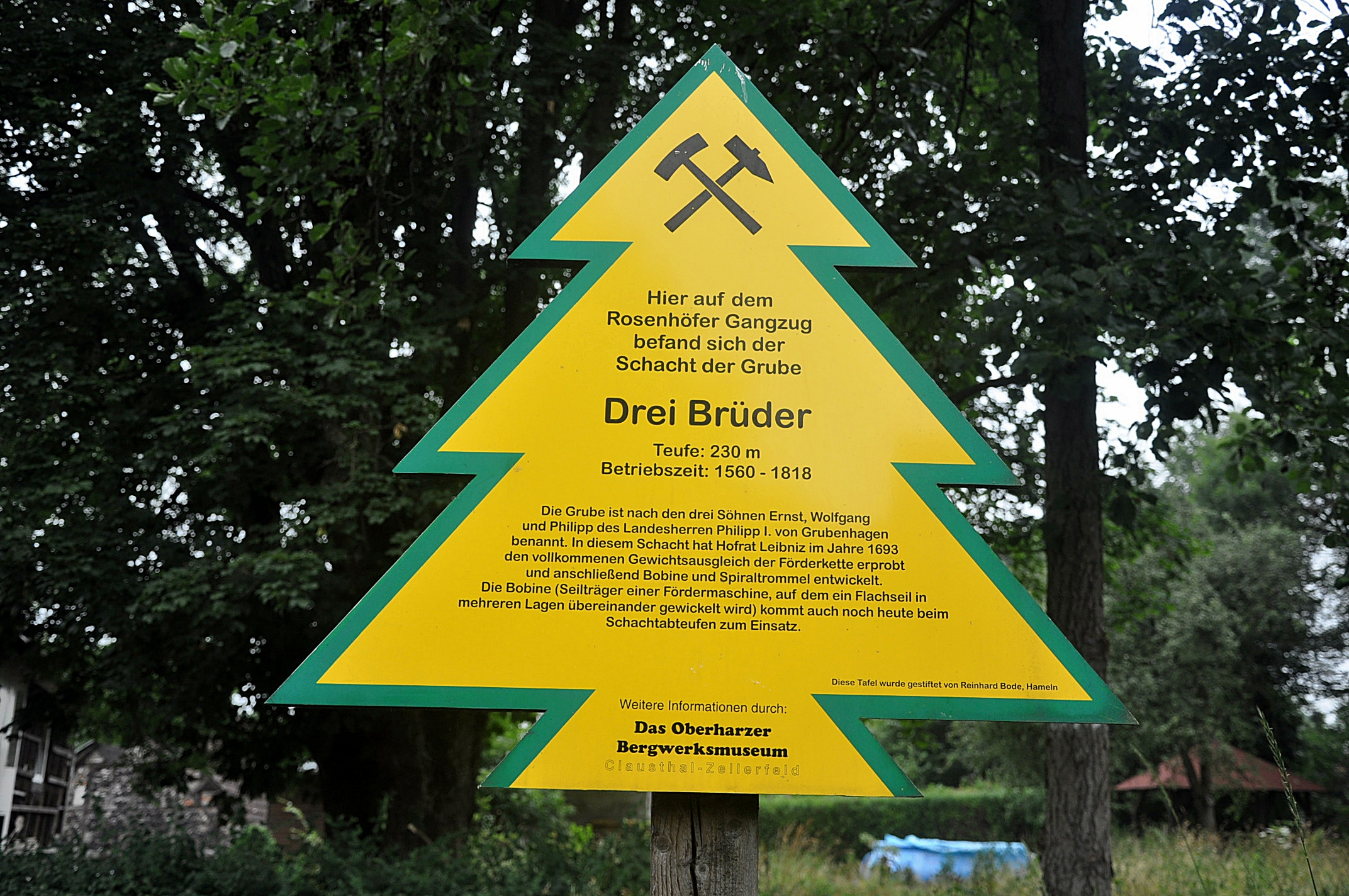
Dennert-Tanne zur Grube Drei Brüder

An der Straße Teichdamm in Clausthal-Zellerfeld findet man noch heute das Zechenhaus der Grube Drei Brüder. Daneben steht eine Dennert-Tanne, die auf die Grube hinweist.